# Carla Bruni
Carla Bruni-Sarkozy (født Carla Gilberta Bruni Tedeschi 23. december 1967 i Torino, Italien) er en italiensk singer-songwriter og tidligere topmodel, der siden februar 2008 har været gift med Frankrigs præsident Nicolas Sarkozy og dermed var landets førstedame indtil han i 2012 gik af som præsident.
Bruni har levet i Paris siden 1973, hvortil hun og familien flygtede for at undgå kidnapningstrusler fra den italienske terrorgruppe Røde Brigader. Hun gik i skole i Schweiz og vendte tilbage til Paris for at læse arkitektur og kunst, men opgav studierne i 1987 for at blive fotomodel på fuld tid. Hun blev blandt de 20 bedst betalte med en indtægt på omkring 7,5 mio. dollars årligt og kom på forsiden af modeblade som Vogue og Marie Claire. Som arving til dækproducenten CEAT har Bruni dog aldrig behøvet at arbejde.
I 2002 debuterede hun som sanger med albummet Quelqu'un m'a dit, og i 2006 bar hun det italienske flag under åbningen af Vinter-OL 2006 i Torino. 

## Diskografi

### Album
- Quelqu'un m'a dit (2002)
- No Promises (2007)
- Comme si de rien n'était (2008)
- Little French Songs (2013)

### Velgørenhedssingler
- Vole (2016) (med Nolwenn Leroy, Alain Souchon, Laurent Voulzy...)